# Thụy Vân (xã)
Thụy Vân là một xã đồng bằng thuộc thành phố Việt Trì, tỉnh Phú Thọ, Việt Nam.

## Địa lý
Xã Thụy Vân nằm ở phía Tây Nam thành phố Việt Trì.
- Phía Đông giáp phường Minh Nông
- Phía Tây giáp xã Thanh Đình
- Phía Nam giáp xã Cao Xá, huyện Lâm Thao.
- Phía Bắc giáp các phường Minh Phương và Vân Phú

Làng Cẩm Đội theo truyền thuyết là địa điểm luyện quân đội thời Hùng Vương.
Xã Thụy Vân có diện tích 9,86 km², dân số năm 2015 là 14.200 người.

## Hành chính
Xã Thụy Vân được chia thành 7 làng: Nội, Ngoại, Phú Thịnh, Phú Hậu, Vĩnh Hoá, Cẩm Đội, Nỗ Lực.